# Плуневе-Кентен
Плуневе́-Кенте́н (фр. Plounévez-Quintin, брет. Plounevez-Kintin) — коммуна во Франции, находится в регионе Бретань. Департамент — Кот-д’Армор. Входит в состав кантона Ростренен. Округ коммуны — Генган.
Код INSEE коммуны — 22229.

## География
Коммуна расположена приблизительно в 420 км к западу от Парижа, в 120 км западнее Ренна, в 45 км к юго-западу от Сен-Бриё.
Вдоль восточной границы коммуны протекает река Блаве.

## Население
Население коммуны на 2016 год составляло 1 102 человека.
| 1962 | 1968 | 1975 | 1982 | 1990 | 1999 | 2010 | 2016 |
| ---- | ---- | ---- | ---- | ---- | ---- | ---- | ---- |
| 1506 | 1317 | 1255 | 1187 | 1145 | 1179 | 1074 | 1102 |

## Экономика
В 2007 году среди 696 человек в трудоспособном возрасте (15—64 лет) 533 были экономически активными, 163 — неактивными (показатель активности — 76,6 %, в 1999 году было 72,7 %). Из 533 активных работали 496 человек (267 мужчин и 229 женщин), безработных было 37 (19 мужчин и 18 женщин). Среди 163 неактивных 46 человек были учениками или студентами, 71 — пенсионерами, 46 были неактивными по другим причинам.

## Достопримечательности
- Церковь Св. Петра[фр.] (XVI век). Исторический памятник с 1964 года[3]
- Часовня Нотр-Дам-де-Керир (XVI век). Исторический памятник с 1964 года[4]
- Часовня Сен-Коломбан и распятие (XVI век). Исторический памятник с 1964 года[5]

## Фотогалерея

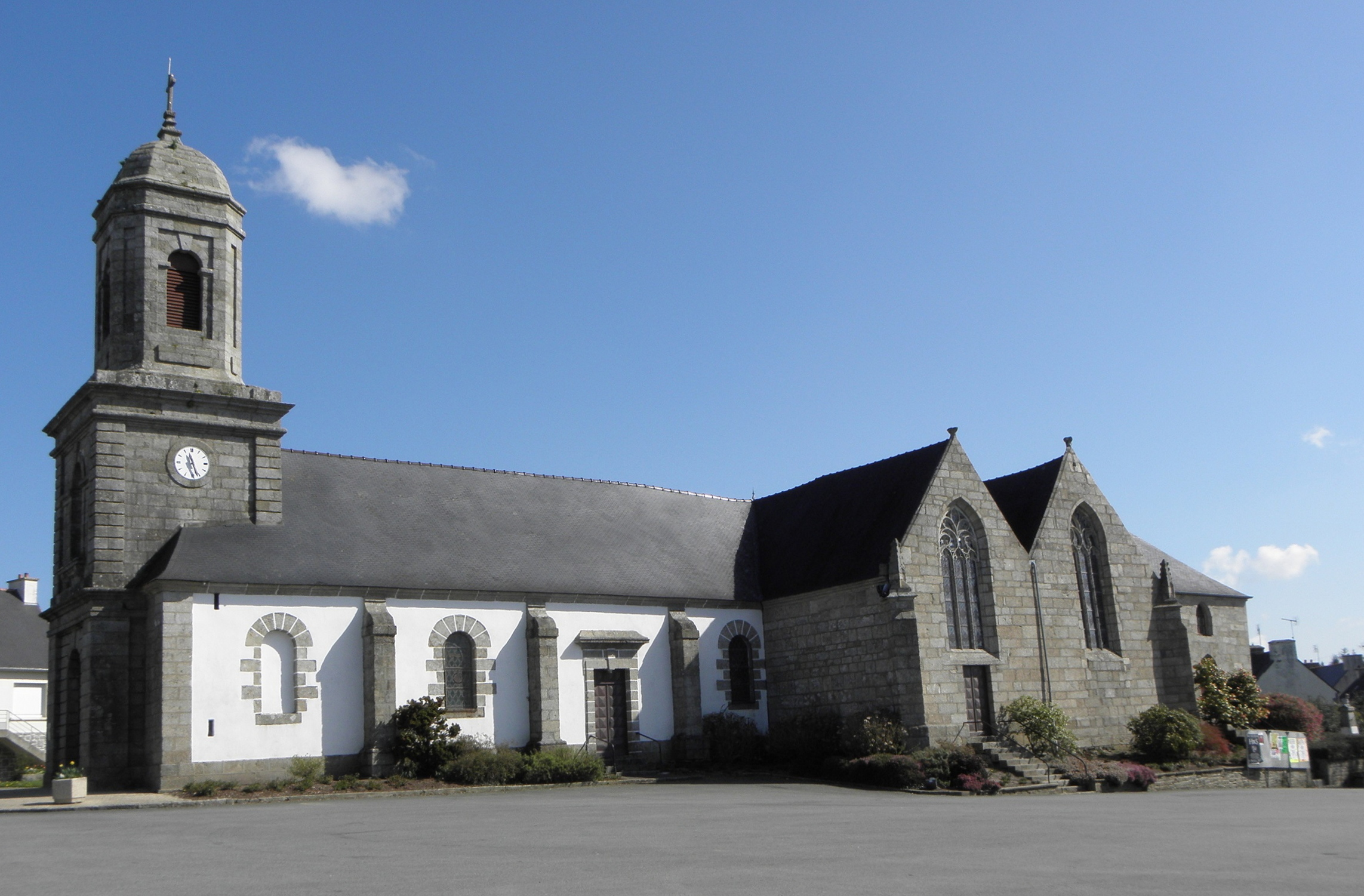
Церковь Св. Петра
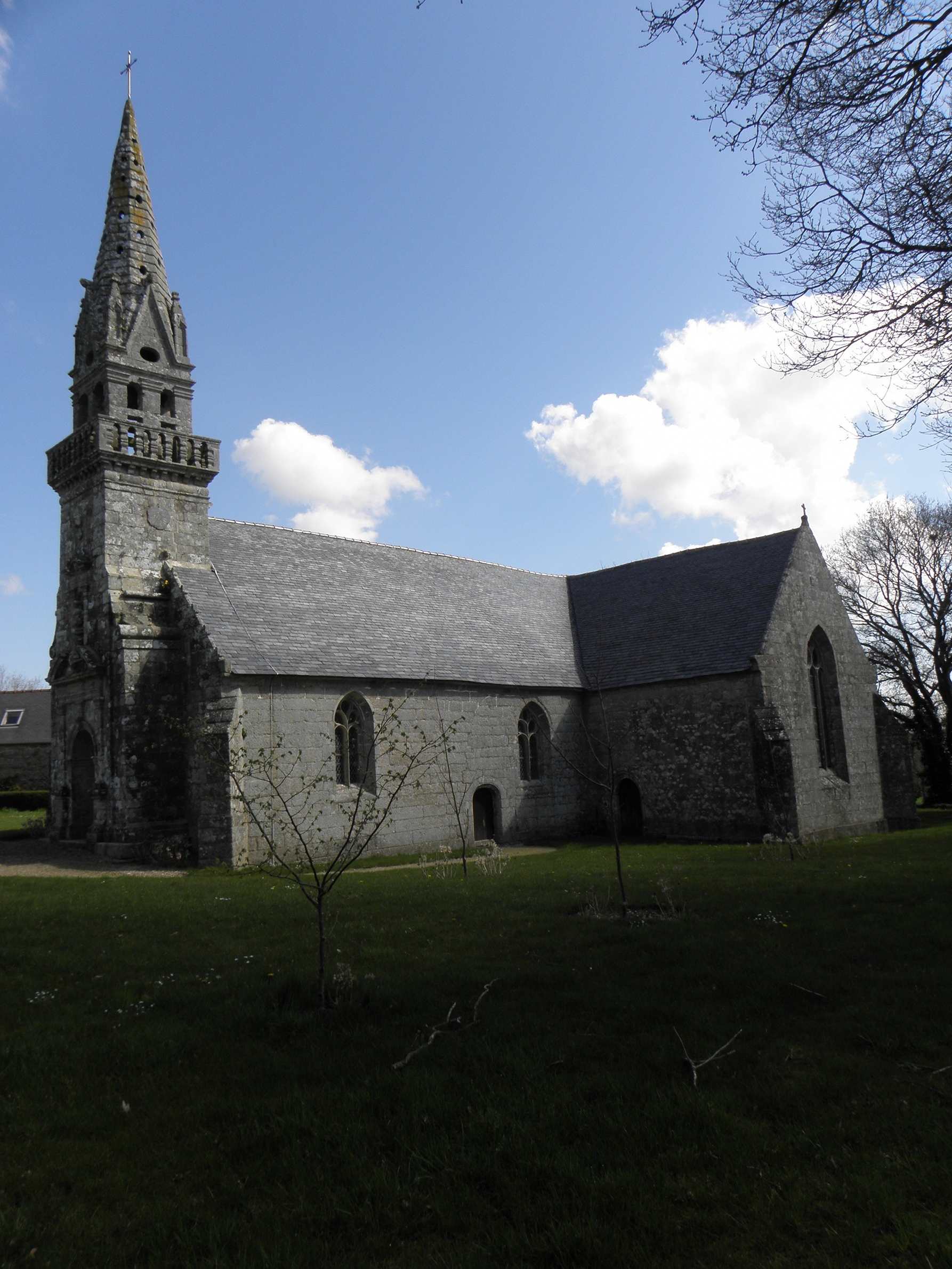
Часовня Нотр-Дам
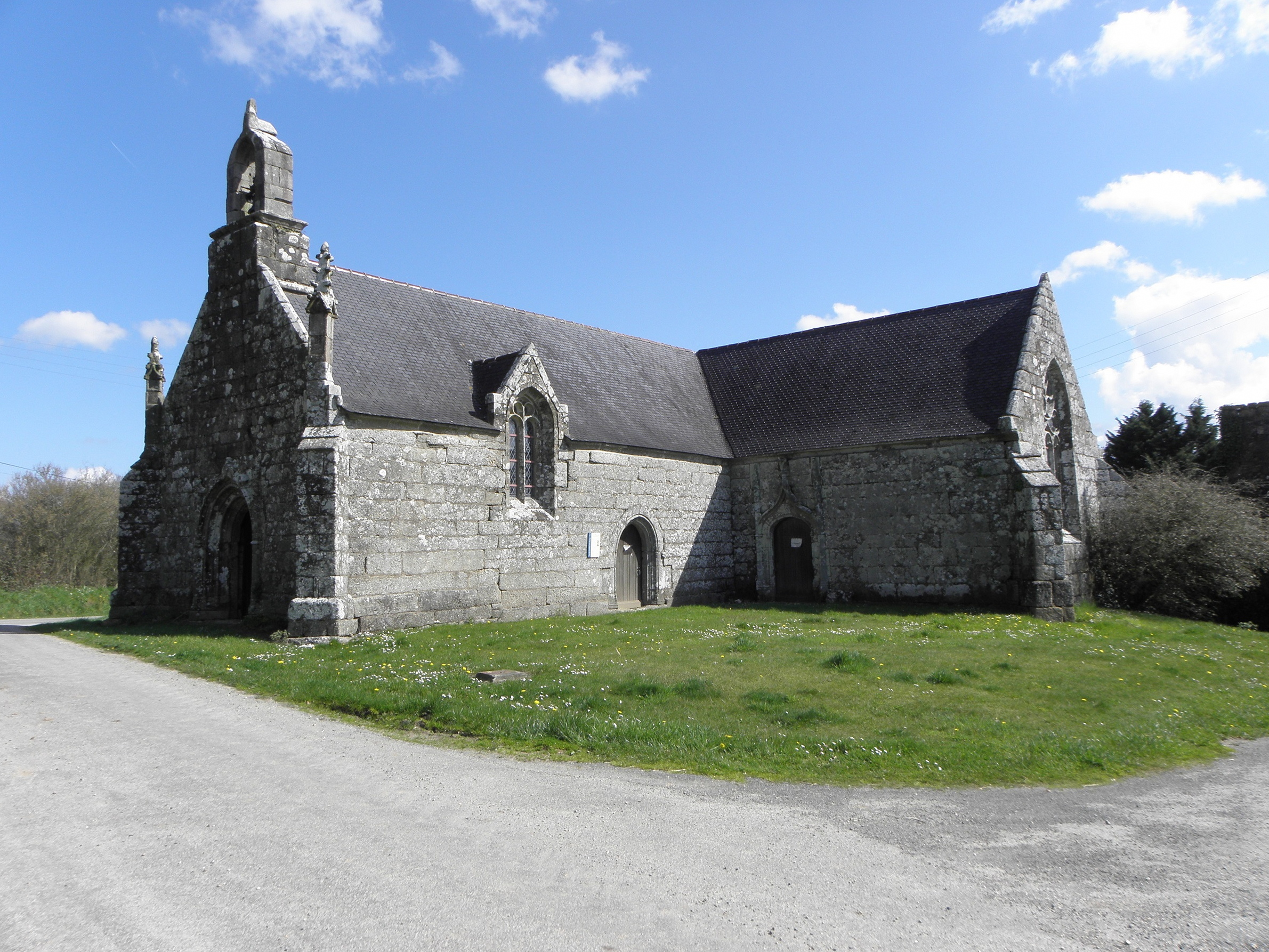
Часовня Сен-Коломбан
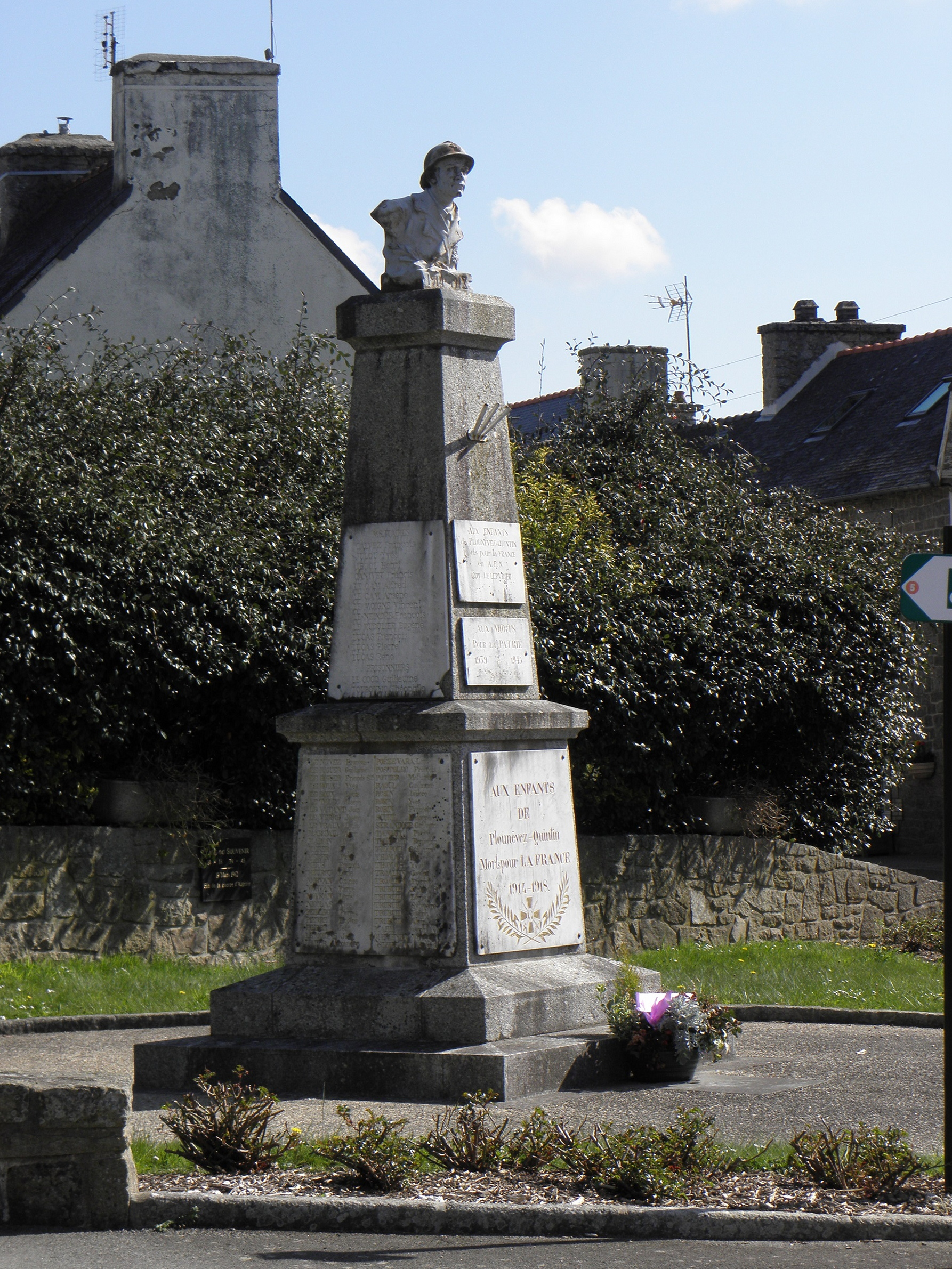
Военный мемориал